# 刺薯蕷
刺薯蕷又名有刺甘薯（学名：Dioscorea esculenta var. spinosa）为薯蓣科薯蓣属下的一个变种。

## 扩展阅读
- 維基物種上的相關：刺薯蕷